# 8539 Laban
8539 Laban è un asteroide della fascia principale. Scoperto nel 1993, presenta un'orbita caratterizzata da un semiasse maggiore pari a 2,9379458 UA e da un'eccentricità di 0,0908298, inclinata di 3,14177° rispetto all'eclittica.